# Marcel Muggensturm
Marcel Muggensturm (* 14. März 1945 in Zürich) ist ein Schweizer Berufsoffizier (Brigadier).

## Leben
Muggensturm absolvierte eine Berufslehre als Maschinenzeichner, war dann einige Jahre als Konstrukteur in den Bereichen Düsentriebwerkbau und Elektronik tätig. Nach einem anschliessenden Ingenieurstudium HTL wurde er 1972 Berufsoffizier (Eintritt ins Instruktionskorps der Luftwaffe).
Seit dem 1. Januar 2004 bis Ende 2005 kommandierte er im Range eines Brigadiers den Lehrverband Führungsunterstützung Luftwaffe 34 (LVb FU LW 34). Seit Jahresbeginn 2006 ist Muggensturm im Ruhestand.

## Laufbahn
- 1989–1993: Kommandant der Flieger- und Fliegerabwehr-Nachrichten/Übermittlungsschulen in Dübendorf
- 1991–1994: Kommandant eines Flieger- und Fliegerabwehr-Nachrichten/Übermittlungsregiments
- 1995–1996: Chef Stab der Untergruppe Operationen der Luftwaffe
- 1997–2003: Kommandant der Informatikbrigade der Schweizer Luftwaffe
- 2004–2005: Kommandant des Lehrverbandes FULW 34